# Nhóm Địa phương

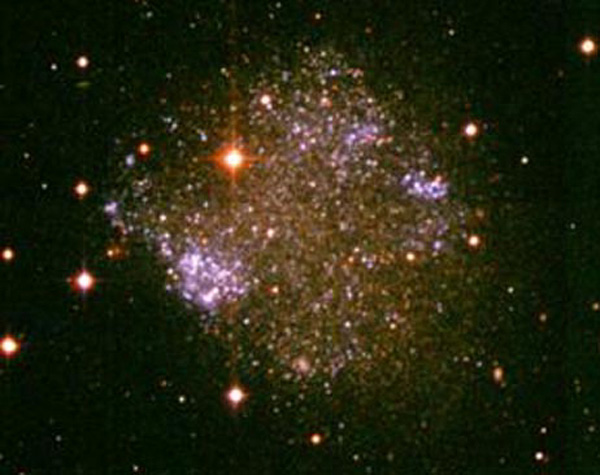
Thiên hà dị hình trong Nhóm Địa phương Sextans A cách Trái Đất 4,3 triệu năm ánh sáng. Các ngôi sao sáng màu vàng lớn là thuộc về Ngân Hà. Có thể thấy các ngôi sao trẻ màu xanh trong thiên hà Sextans A.

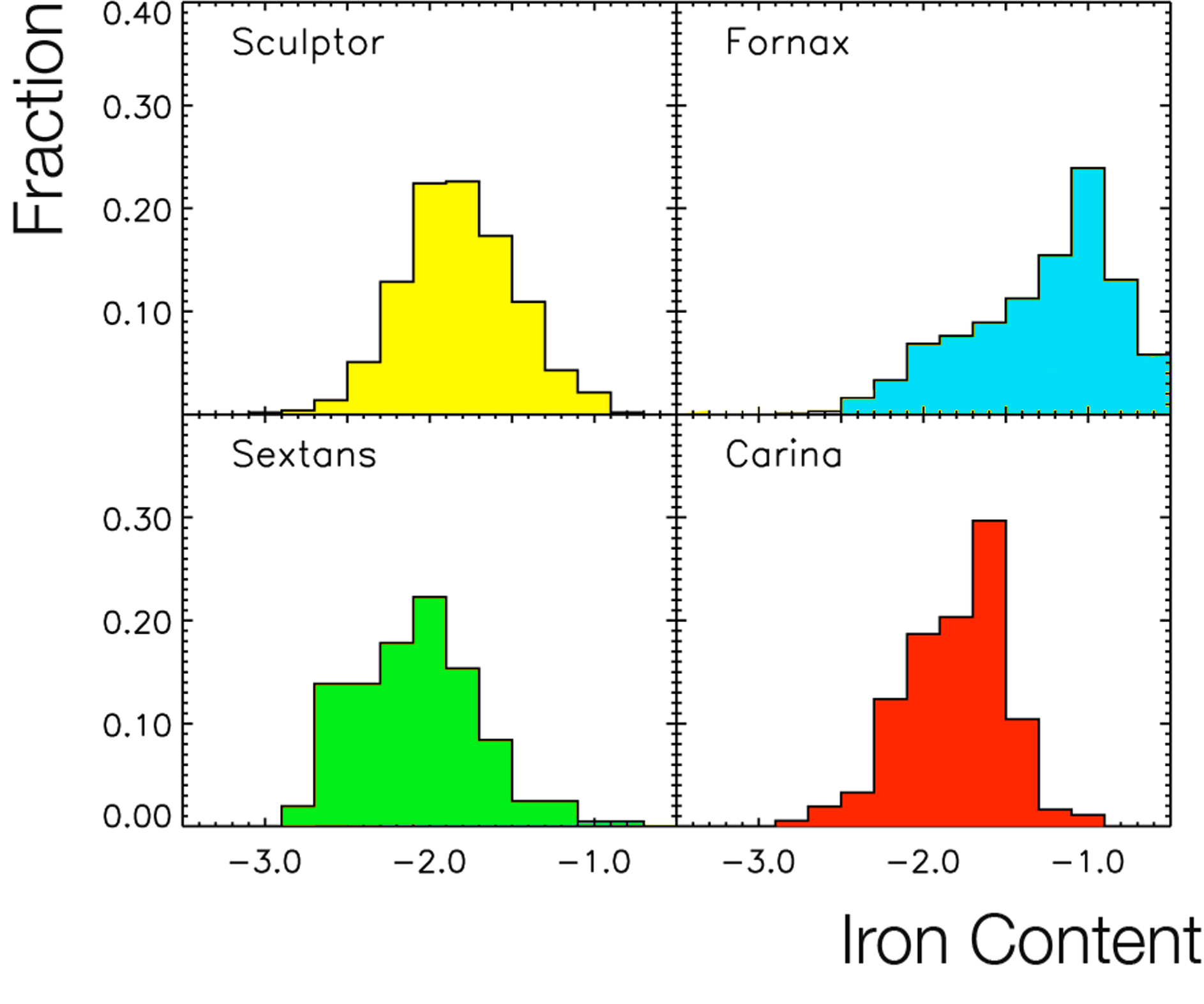
Sự phân bố của nguyên tố sắt (theo thang đo logarit) trong bốn thiên hà lùn vệ tinh của Ngân Hà.

Nhóm Địa phương là nhóm các thiên hà bao gồm Ngân Hà, Thiên hà Tiên Nữ, Thiên hà Tam Giác, NGC 300, NGC 55, NGC 404, ...
Nhóm này chứa hơn 54 thiên hà trong đó có các thiên hà lùn. Tâm hấp dẫn của nhóm nằm ở vị trí đâu đó gần giữa Ngân Hà và thiên hà Tiên Nữ. Nhóm Địa phương có đường kính hơn 10 triệu năm ánh sáng (3,1 mêgaparsec) và sự phân bố của các thiên hà trong nhóm tạo nên nhóm có hình quả tạ. Nhóm này có khối lượng vào khoảng 1,29±0,14 ×1012 M☉ và vận tốc phân tán vào khoảng 61±8 km/s.
Nhóm Địa phương thuộc về nhóm thiên hà lớn hơn gọi là Siêu đám Xử Nữ (hay Siêu đám Địa Phương).
Hai thiên hà lớn nhất trong nhóm là Ngân Hà và thiên hà Thiên hà Tiên Nữ. Hai thiên hà xoắn ốc này có các thiên hà vệ tinh bao gồm: 
- Thiên hà vệ tinh của Ngân Hà gồm Thiên hà lùn elip Nhân Mã, Đám mây Magellan Lớn, Đám Mây Magellan Nhỏ, thiên hà lùn Đại Khuyển, thiên hà lùn Tiểu Hùng, thiên hà lùn Thiên Long, thiên hà lùn Thuyền Để, thiên hà lùn Lục Phân Nghi, thiên hà lùn Ngọc Phu, thiên hà lùn Thiên Lô, Sư Tử I, Sư Tử II, và thiên hà lùn Đại Hùng I và thiên hà lùn Đại Hùng II.
- Thiên hà vệ tinh của thiên hà Thiên hà Tiên Nữ gồm thiên hà elip M32, M110, NGC 147, NGC 185, And I, And II, And III, And IV, And V, Pegasus dSph (aka And VI), thiên hà lùn Tiên Hậu, And VIII, And IX, And X, And XI, And XII, And XIII, And XIV, And XV, And XVI, And XVII, And XVIII, And XIX, và And XX.
- Thiên hà Tam Giác, thiên hà lớn thứ ba và là thiên hà xoắn ốc không có cấu trúc thanh ngang tại trung tâm thiên hà, có thể hoặc không phải là thiên hà đồng hành của thiên hà Tiên Nữ. Thiên hà lùn Song Ngư có khoảng cách đến thiên hà Tiên Nữ bằng với khoảng cách của thiên hà Triangulum, do vậy nó có thể là thiên hà vệ tinh hoặc là thiên hà đồng hành.[4]
- Thiên hà thành viên NGC 3109, với các thiên hà đồng hành Sextans A và thiên hà lùn Tức Đồng, là chưa xác định chúng có thuộc nhóm Địa phương hay không do có khoảng cách đến tâm của nhóm là khá lớn.
- Các thiên hà thành viên khác trong nhóm đang chịu ảnh hưởng hấp dẫn từ những nhóm nhỏ như thiên hà Tam Giác hay NGC 3109 gồm: IC 10, IC 1613, thiên hà lùn Phượng Hoàng, Leo A của chòm Sư Tử, thiên hà lùn Đỗ Quyên, thiên hà lùn Kình Ngư, thiên hà lùn dị thường Phi Mã, Wolf-Lundmark-Melotte, thiên hà lùn Bảo Bình, và thiên hà lùn dị thường Nhân Mã.

## Danh sách
| Thiên hà xoắn ốc                   | Thiên hà xoắn ốc | Thiên hà xoắn ốc    | Thiên hà xoắn ốc |  |
| Tên                                | Loại             | Chòm sao            | Ghi chú |  |
| ---------------------------------- | ---------------- | ------------------- | --- |  |
| Thiên Hà Tiên Nữ (M31, NGC 224)    | SA(s)b           | Tiên Nữ             | Thiên hà lớn nhất trong nhóm, nặng ước chừng 125% khối lượng của Ngân Hà. Đường kính: 220.000 năm ánh sáng, khối lượng: (1,15±0,35)×1012 lần khối lượng Mặt Trời, số sao: 1 nghìn tỷ            |  |
| Ngân Hà                            | SBbc             | Nhân Mã (trung tâm) | Đường kính: 175±25 nghìn năm ánh sáng, khối lượng: (1,3±0,3)×1012 khối lượng Mặt Trời, số sao: (2,5±1,5)×1011.                                                                                  |  |
| Thiên hà Tam Giác (M33, NGC 598)   | SA(s)cd          | Tam Giác            | Lớn thứ 3, thiên hà trọng tâm duy nhất trong nhóm Địa phương và có thể là thiên hà vệ tinh của Thiên hà Tiên Nữ. Nó có khối lượng khoảng 50 tỷ khối lượng Mặt Trời và có khoảng 60 tỷ ngôi sao. |  |
| Thiên hà elip                      |                  |                     | |  |
| Tên                                | Loại             | Chòm sao            | Ghi chú |  |
| M32 (NGC 221)                      | E2               | Tiên Nữ             | Vệ Tinh của Thiên hà Tiên Nữ |  |
|                                    |                  |                     | Thiên hà vô định hình |  |
| Tên                                | Loại             | Chòm sao            | Ghi chú |  |
| Wolf–Lundmark–Melotte              | Ir+              | Kình Ngư            | |  |
| IC 10                              | KBm hoặc Ir+     | Tiên Hậu            | |  |
| Đám Mây Magellan Nhỏ(SMC, NGC 292) | SB(s)m pec       | Đỗ Quyên            | Vệ tinh của Ngân Hà, là thiên hà lớn thứ 6 trong Nhóm Địa phương Khối lượng: 7 × 10⁹ khối lượng Mặt Trời                                                                                        |  |
| Thiên Hà lùn Đại Khuyển            | Irr              | Đại Khuyển          | Vệ tinh của Ngân Hà |  |
| Thiên hà lùn Song Ngư (LGS3)       | Irr              | Song Ngư            | |  |
| IC 1613 (UGC 668)                  | IAB(s)m V        | Kình Ngư            | |  |
| Thiên hà lùn Phượng Hoàng          | Irr              | Phượng Hoàng        | |  |
| Thiên hà lùn Leo A (Leo III)       | IBm V            | Sư Tử               | |  |
| Thiên Hà lùn Bảo Bình              | IB(s)m           | Bảo Bình            | Khoảng cách 3,2 triệu năm ánh sáng. Khá biệt lập trong không gian, thành viên của Nhóm Địa phương được khám phá vào năm 1999.                                                                   |  |